# Măldăeni
Măldăeni là một xã thuộc hạt Teleorman, România. Dân số thời điểm năm 2002 là 4900 người.